# 謝淑元
謝淑元（?—?），字景輝，號春洲，福建晉江縣人，清朝政治人物。

## 生平
乾隆五十八年（1793年）癸丑科殿試三甲，賜同進士出身。選翰林院庶吉士，散館授檢討。著有《瑞芝草堂文稿》。